# Schloss Mauren

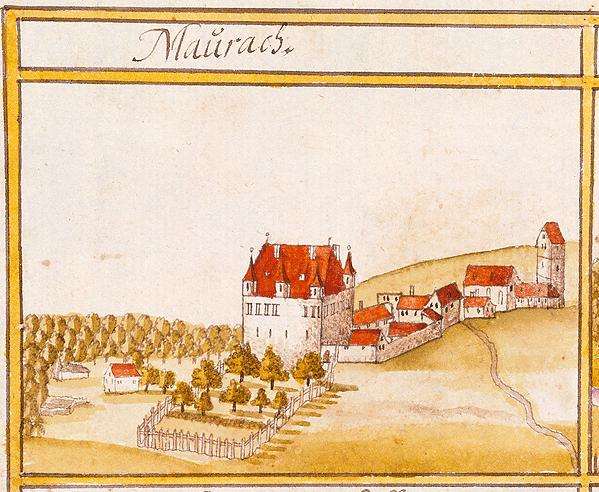
Ansicht des Dorfes Mauren mit Schloss (1681)

Schloss Mauren ist die Ruine eines Schlosses in Mauren, einem Weiler von Ehningen im Landkreis Böblingen in Baden-Württemberg.

## Geschichte

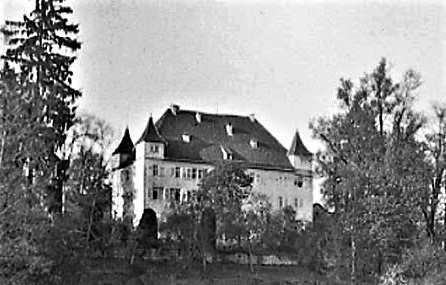
Schloss Mauren am 6. Mai 1928, also vor der Zerstörung während des 2. Weltkriegs

Anstelle des Schlosses stand im Mittelalter eine Wasserburg, die sich 1352 im Besitz Burckhardts von Bondorf befand, wahrscheinlich als Lehen der Pfalzgrafen von Tübingen. Jedoch verkauften die Pfalzgrafen von Tübingen noch im 14. Jahrhundert ihre Lehensrechte an die Grafen von Württemberg. 1395 gelangte die Burg in den Besitz des Schleglerbunds und wurde in diesem Jahr von Graf Eberhard dem Milden geschleift. Im Jahr 1459 wurden die Herren von Dachenhausen mit Mauren belehnt, die die alte Wasserburg 1615 abbrechen ließen. Heinrich Schickhardt wurde mit der Planung eines Landschlosses beauftragt, jedoch verkaufte Eberhard Wolf von Dachhausen den noch nicht fertiggestellten Neubau im Jahr 1616 für 30.000 Gulden an die Schertlin von Burtenbach. Johann Friedrich Schertlin von Burtenbach ließ das Gebäude von Schickhardt fertigstellen und wohl auch die erste Form des Schlossgartens anlegen. Nachdem die Schertlin von Burtenbach 1766 keine männlichen Lehensnachfolger mehr stellen konnten, wurde Mauren 1782 an den preußischen Geheimrat Johann Friedrich Erasmus Freiherr von Klopfer verkauft. Nach mehreren Besitzerwechseln im ausgehenden 18. Jahrhundert gelangte der Ort und das Schloss schließlich 1813 an den Amsterdamer Bankier von König bzw. 1823 an dessen Neffen und königlich württembergischen Kammerherrn Friedrich Wilhelm Ludwig von König. 1943 wurde das Schloss durch einen Bombenangriff nahezu komplett zerstört, nur das Erdgeschoss und der Gewölbekeller sowie Teile des im 19. Jahrhundert angelegten Schlossgartens blieben erhalten.

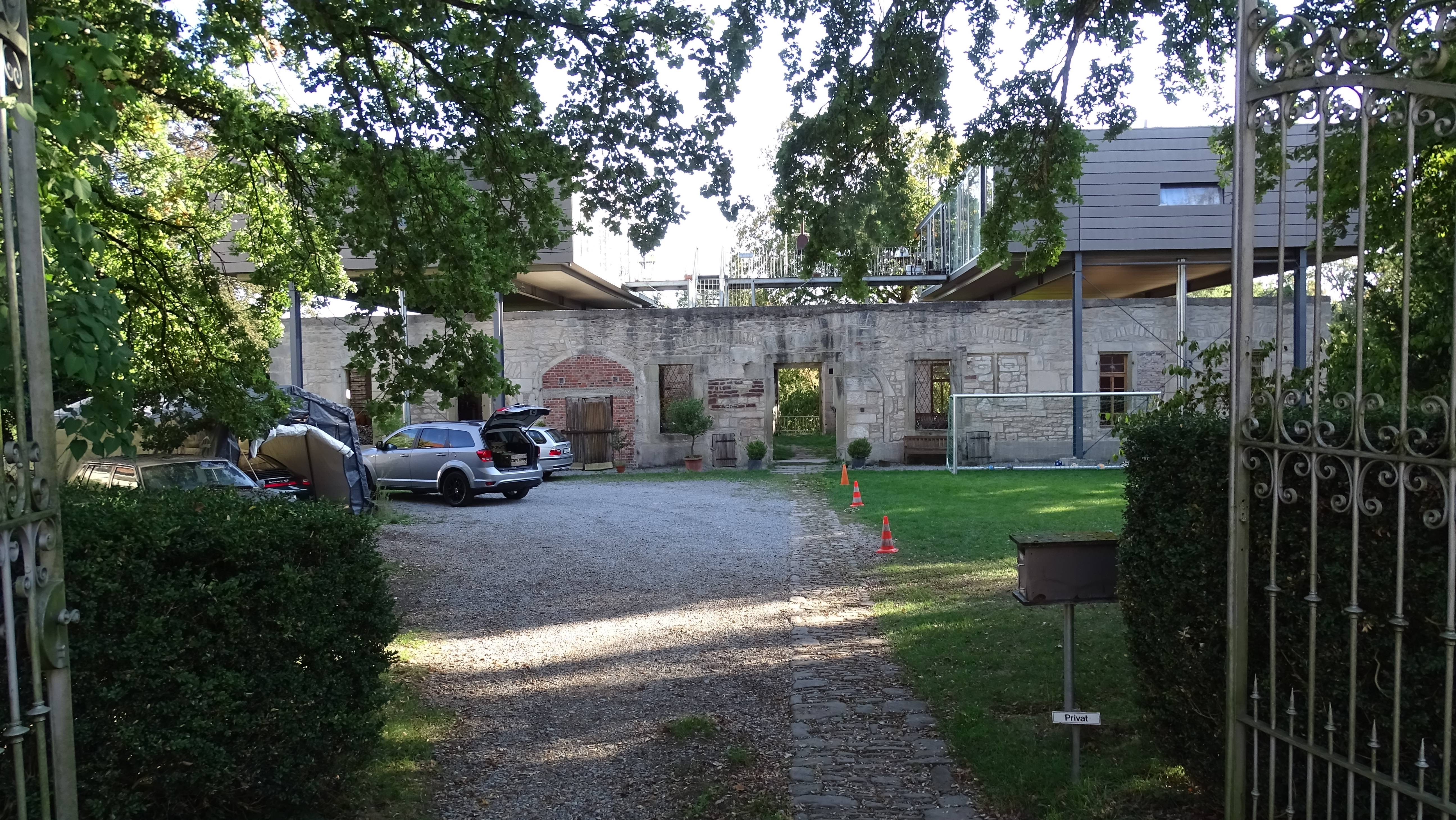
Schloss Mauren 2018

Im Jahr 2005 wurden dann über den denkmalgeschützten Mauerresten zwei moderne Bungalows errichtet, ohne die historische Bausubstanz zu berühren.